# Dein Kuss
Dein Kuss ist ein Lied von Nik Page, das der Musiker 2004 als Vorab-Single zu seinem zweiten Soloalbum Sinnmachine veröffentlichte. 

## Hintergrund und Veröffentlichungen
Das Stück Dein Kuss entstand in der Ausarbeitung des zweiten Studioalbums Sinmachine. Das Stück wurde im Valicon Studio in Berlin unter der produzierenden Begleitung von Ingo Politz aufgenommen. Neben Page selbst brachte sich die Gitarristen Dara Pain und der bekannte deutsche NDW- und NDH-Interpret Joachim Witt mit Gastgesang ein. Zur Band gehörten zur Aufnahme neben Page und Pain Keyboarder Jamie H. Stewart, Gitarrist Alx und Schlagzeuger Alice D.
Wannsee Records veröffentlichte Dein Kuss als Single am 23. August 2004 (Katalognummer: 004 101 5 SEE). Das Album selbst erschien am 13. September 2004 (Katalognummer: 005 101 2 SEE). Ein Musikvideo wurde nicht produziert. Dein Kuss wurde in diversen Rezensionen des Albums lobend hervorgehoben, erwies sich als lokaler Radioerfolg und national als Clubhit der schwarzen Szene, erreichte allerdings nicht die deutschen Charts.

## Musik und Text
In Rezensionen sowie Rückschauen wurde die Musik als Dark- und Synth-Rock mit deutlichen Parallelen zu den zeitnahen Werken der Band Oomph! beschrieben. Auch Dein Kuss wirke wie Oomph! „in gemäßigter Form - harte Gitarren und Keyboards wechseln sich gekonnt ab“.
Der Text ist als Anrede verfasst. In den vierzeiligen Strophen wird im Kreuzreim eine Person von den männlichen Stimmen angesprochen. Diese Ansprache besteht aus diversen sich offenbarenden Zuschreibungen die ein Begehren verdeutlichen. So singt Joachim Witt in der von ihm vorgetragenen Strophe unter anderem „Du bist die Göttin meiner Lust“. Dara Pain hingegen übernimmt in einer Bridge den Passus der angesprochenen und präsentiert sich als Femme fatale die zugesteht ihrem Gegenüber „Fäden um die Kehle“ zu schnüren und „nur aus einem Grund“ zu küssen. In dem im Paarreim verfassten und von Nik Page vorgetragenen Refrain kumuliert der Text in der Brechung der Ich-Identität als „Schatten meiner selbst“ durch die emotionale Abhängigkeit.

„Bin nur ein Schatten meiner Selbst

Dein Kuss – begleitet mich seit tausend Jahren

Gejagt von tausend Teufelsscharen

Dein Duft – zereisst die Nacht seit tausend Jahren

Gejagt von deinen Teufelsscharen“

## Erfolg und Rezeption
Das Stück wurde in Besprechungen der Band und des Albums Sinmachine oft hervorgehoben und gelobt. Das Stück sei ein Beleg dafür, „daß guter Alternative-Sound die deutsche Sprache wahrlich nicht fürchten“ müsse, hieß es in einer Besprechung die für das Webzine Medienkonverter verfasst wurde. Für Metal Inside wurde Dein Kuss als „absolut radiotauglicher Ohrwurm mit Hitpotential“ gelobt. Trotz eine Nähe zum deutschen Schlager wisse das Stück durch „einen relativ innovativen Refrain […] den man einfach mitsummen“ müsse zu überzeugen, hieß es für in einer für Terrorverlag verfassten Rezension. Insbesondere die Kooperation mit Joachim Witt wurde dabei herausgestellt. Mit „einzigartiger wie charismatischer Stimme“ veredele er das Stück hieß es für Vampster.